# Swochowo (Poméranie)
Swochowo est une localité polonaise de la gmina rurale et du powiat de Słupsk en voïvodie de Poméranie. Elle se trouve à l'ouest de la capitale régionale Gdańsk.

## Géographie

Carte de la gmina de Słupsk.

## Histoire
De 1648 à 1945, Schwuchow fait partie de l'arrondissement de Stolp dans le district de Köslin au sein de la province de Poméranie.